# Satyrus forsteri
Satyrus forsteri är en fjärilsart som beskrevs av Gross 1958. Satyrus forsteri ingår i släktet Satyrus och familjen praktfjärilar. Inga underarter finns listade.